# 王夫
王夫或皇夫，亦作王配或王婿，是指女性君主的丈夫，一般指本身並非國王、皇帝或主權親王（sovereign prince）而與女性君主結婚者。英語中稱為king consort或emperor consort，但並非正式的親王或皇族位號。在某些國家會得到王室配偶身份，但也有一些國家因為只把男性皇胤的配偶視為族內，而女性皇胤之夫則視為族外，不具皇族身份。王夫可以是在女王即位前已有的丈夫，在女王即位後即成為王夫，也可以是在位的女王下嫁的丈夫。女性王胤的丈夫若因女王胤下嫁而被列為王室成員，也會被稱為王夫。
由於大多數國家皆為父系社會，王位亦以父系繼承為主，女性君主亦較少出現，大部份國家的典章制度皆沒有規定如何冊封女性君主之夫。少數國家如葡萄牙王國則有相關規定，該國規定王夫只有和女王生下子嗣後才可封為配國王（葡萄牙語：rei consorte），否則只封為配親王（葡萄牙語：príncipe consorte de Portugal）。因應女性君主本身的頭銜以及各國制度，女性君主的丈夫實際位號也有不同。有些女性君主之夫甚至沒有任何位號。
亦有些地區的女性君主在位時皆是獨身或喪偶，這種情況下也沒有因成為女性君主之夫而晉升皇族的男性。東亞古代雖然亦出現過女君主，例如日本就曾有多位女天皇，但中國、日本、越南的女性君主在位時不是獨身（無正式丈夫）或喪偶，就是丈夫本身曾為君主（如中國女皇武則天之夫唐高宗）、後來登基或死後追尊為君主，在位時擁有一直無君主身份丈夫的女王只有新羅的善德女王。現代世界中也有迎娶公主為妻，但在妻子即位為女王後未獲王夫稱號者，如英國前任君主伊莉莎白二世之夫菲利普親王。

## 女性君主之王夫

### 獲封與妻子同等位階之配偶位號
有些國家的女性君主之夫會得到與妻子相等的位號，如女皇帝（empress regnant）之夫封為配皇（emperor consort），女王（queen regnant）之夫封為配國王（king consort），身為親王國君主的女親王（sovereign princess）之夫封配親王等（prince consort）。例如蘇格蘭女王瑪麗一世的丈夫、達恩利勳爵亨利·斯圖亞特與女王結婚後就被冊封為配國王。
一般情況下，獲封與妻子同等位階的王夫並沒有實際統治權，但有些與女性君主位階相等的王夫與妻子一同參與朝政，例如葡萄牙王國女王瑪麗亞二世的被承認的第二任丈夫費爾南多二世與女王生下二人之間的長子佩德羅五世後獲封為配國王，而他就以此身份參與朝政。
日本古代實行一夫多妻制，男性可同時擁有多名妻妾，但女性天皇並不會同時有多名丈夫，而有些女性天皇的丈夫被追尊為天皇。例如飛鳥時代的元明天皇本為皇太子草壁皇子的皇太子妃，她在草壁皇子亡故後登基為天皇，其亡夫也因為同時有皇太子和皇夫身份被後人追尊為「岡宮御宇天皇」。
有一種情況是女性可以擁有同時多個丈夫的情況下，其正夫以君主配偶身份得到與妻子相等的位階，見於實行對偶婚的新羅時代。例如善德女王在位時的正夫金龍春在逝世後獲追尊國王稱號為「文興王」，而後來的真聖女王之夫金魏弘也被追尊為國王，稱為「惠成王」。

### 獲封較妻子低階之配偶位號
由於大部份君主制國家皆為父系社會，有不同程度的男尊女卑觀念，男性和女性即使擁有相同的位階，男性依然比同位階的女性地位高。當女性為君主時，為了維持女性君主的權威，往往把女性君主的丈夫冊封為較其妻低階的位號，例如女王之夫只封為配親王，如丹麥女王瑪格麗特二世之夫亨里克配親王最初與仍為王位推定繼承人的瑪格麗特結婚，只稱為王夫，瑪格麗特即位為女王後多年仍只維持王夫稱號，至結婚38年後才獲封為配親王（丹麥語：prinsgemalen）。而在英國歷史上，只有维多利亚女王丈夫阿尔伯特亲王獲封配親王位號。
另外，葡萄牙王國規定未曾與女王生育子嗣的王夫只封為配親王，例如女王瑪麗亞二世的被承認的第一任丈夫奧古斯特·德·博阿爾內因為沒有和女王生下子女，只維持配親王位號。而瑪麗亞二世的第三任丈夫費爾南多二世與女王育有子女才得封配國王。
越南李朝女皇帝李昭皇下嫁陳煚，陳煚被封為駙馬。本來駙馬並沒有皇族身份，但由於他是入贅皇室，故得到皇族身份。

### 獲封其他較妻子低階的獨立爵位
有些女性君主之夫並沒有被冊封專屬君主配偶的位號，而是冊封一般男性爵位。例如新羅善德女王登基前的元配正夫飲葛文王在女王登基前已逝世，其葛文王爵位是因為與女王的婚姻而追封。英國女王伊利沙伯二世與王夫菲臘結婚時尚未即位，以王位第一繼承人丈夫身份成為王族，獲王族專用的稱號「王室殿下」（Royal Highness），並先後封為蒙巴頓爵士和愛丁堡公爵，女王即位後成為王夫也只封為親王（prince），一個可以冊封給其他男性的爵位，而非專用作冊封王夫的「配親王」（prince consort）。而丹麥的亨里克配親王在1967年與女王瑪格麗特二世結婚後封為親王，直至2005年才封為配親王。

### 無任何君主配偶位號
有時女性君主之丈夫並不會得到任何君主配偶位號。一種情況是視為皇室成員，但並無冊封君主配偶位號或獨立爵位。另一種情況則是不視為皇室成員。還有一種情況是本身為宗室出身，只有因宗室出身而具備的王族身份而沒有任何因王夫身份而來的冊封。
新羅時代實行對偶婚，男女皆有多名配偶，善德女王登基前的丈夫除了正夫飲葛文王外還有兩位副夫欽飯和乙祭，但欽飯和乙祭無論生前還是死後都沒有任何君主配偶位號，只是以原有宗室身份成為王族，欽飯的爵位公也是因宗室身份而非王夫身份而來。
日本飛鳥時代的皇極天皇仍為王女時下嫁結髮之夫高向王。她登基為天皇後，前夫高向王被視為皇夫，但他在生前和死後都只保留身為宗室而得到的王位號，並沒有因婚姻而來的冊封位號，也沒有追尊為天皇。

### 未能確定實際情況者
由於現存資料有限，有些身為本國宗室的王夫所獲的封號並未能確定是來自婚姻還是血緣，抑或兩者皆是。

## 女性王胤之王夫
女性王胤之夫有時也會得到王夫身份，多數是女性推定王位繼承人或女王儲之夫。女王胤之夫不一定列為王族。而被列為王族者一般只會獲封較妻子低的位號。例如丹麥女王瑪格麗特二世仍為王女時下嫁亨里克亲王，亨里克在婚後即成為丹麥王室成員，但他只稱為王夫，當時並沒有任何因與王女結婚而得到的爵位。瑞典維多利亞王儲嫁予丹尼爾親王，丹尼爾亦以王夫身份成為王族，但他只封為西約特蘭公爵而非类似于太子妃的配亲王。